# Omran Elabdy
Omran Elabdy – tunezyjski zapaśnik walczący w stylu wolnym. Wicemistrz Afryki w 1997. Złoty medalista mistrzostw arabskich w 1995 roku.